# Schulversuch Hybride Formen des Lehrens und Lernens
Der Schulversuch Hybride Formen des Lehrens und Lernens (auch BE.hybrid) ist ein Modellversuch des Landes Berlin zur Erprobung hybrider Lehr-Lern-Settings. "Hybrid" meint in diesem Kontext die Verbindung des Lernens in Präsenz und über die Distanz, jeweils unter Einbezug digitaler Tools oder auch ohne solche. Die Bezeichnung ist insofern verengend, als dass die Ziele des Schulversuchs über die mit dem Begriff Hybridunterricht verbundenen Ziele hinausgehen.
Der erste Erprobungszeitraum erstreckte sich über 3 Schuljahre von 2021/22 bis 2023/24. Unter anderem die durch die COVID-19-Pandemie ausgelösten Veränderungen in der Beschulung, die neben zahlreichen negativen Effekten auch positive Erfahrungen beinhalteten, waren Ausgangspunkt für einige Überlegungen. So konnten manche Schüler vom Distanzlernen in besonderem Maße profitieren, einige Schulen erlebten einen Digitalisierungsschub und die Öffnung von Zeit-Raum-Strukturen ermöglichten neue Lernsettings. Die zu Beginn des Schulversuchs dafür ausgewählten 18 Berliner Schulen sollten daraus tragfähige Konzepte zum Lernen in einer digitalisierten Welt erarbeiten.
In der Vorstellung des Schulversuchs wurden die Ziele wie folgt formuliert:
1. Didaktisch sinnstiftender und nachhaltiger Einsatz digitaler Werkzeuge zur Optimierung des Lernerfolgs der Schülerinnen und Schüler
2. Einsatz digitaler Medien, um sowohl das individualisierte Lernen als auch das kollaborative Lernen und Arbeiten zu unterstützen
3. Förderung der Selbst- und Sozialkompetenzen, die Schülerinnen und Schüler für das erfolgreiche und selbstwirksame Lernen in „hybriden Settings“ benötigen

Insgesamt sollte das Lernen im Kontext der Digitalität neu gedacht werden können, wobei der Schulversuch nötig wurde, weil einige Lernsettings ansonsten nicht mit dem Berliner Schulgesetz und diverser Ausführungsvorschriften vereinbar wären. So widerspräche beispielsweise ein Lernen am anderen Ort, z. B. am heimischen Schreibtisch oder in einer Bibliothek, der Präsenzpflicht und würde Fragen der Aufsichtspflicht aufwerfen. Auch die Erprobung alternativer Prüfungsformate wäre ohne die Regelungen des Schulversuchs nur in sehr engen Grenzen möglich.
Der Schulversuch öffnet vor allem Gestaltungsräume, in denen Verordnungen und Vorschriften nach Antrag und Genehmigung flexibel ausgelegt werden können. Finanziert wird zudem die Prozessbegleitung und Evaluation. Den Schulen stehen aber keine zusätzlichen personellen oder materiellen Ressourcen zur Verfügung.

## Prozess und Prozessbegleitung
Der Schulversuch BE.hybrid wurde durch die Senatsverwaltung für Bildung Berlin in Zusammenarbeit mit dem learning.lab Köln gesteuert. Zu Beginn wurden Schulen aller Bildungsgänge aufgerufen, ihr Interesse zu bekunden, was schließlich zu erst 18 und später 23 teilnehmenden Schulen der ersten Phase des Schulversuchs führte. Im Rahmen von Netzwerktreffen wurden in Arbeitsgruppen diverse schulübergreifende Themen bearbeitet.
Schwerpunkte der Arbeit bildeten unter anderem
- das selbstgesteuerte Lernen[8][9],
- das Projektlernen,
- alternative Prüfungsformate[10] und
- das Lernen am anderen Ort[11]
- sowie die damit jeweils verbundene Lernbegleitung[12] und
- mögliche digitale Tools, die eine Umsetzung auf Distanz ermöglichten.

Jede Schule erarbeitete dabei zu den Bedingungen vor Ort passende eigene Konzepte, über die sich in den Arbeitsgruppen und anlässlich der Netzwerktreffen ausgetauscht wurde. Hinzu kam die Schulberatung durch das learning.lab, welche die jeweilige Schulentwicklung unterstützte. Im Format des Barcamps wurden die Ergebnisse zudem mit Schulen und Interessierten außerhalb des Schulversuchsnetzwerks geteilt.

## Evaluation
Die Senatsverwaltung für Bildung kooperierte für die Evaluation des Schulversuchs Hybride Formen des Lehrens und Lernens mit der Humboldt-Universität zu Berlin. Das Institut für Erziehungswissenschaften untersuchte im Rahmen der wissenschaftlichen Begleitforschung 18 der 23 Schulen der ersten Phase intensiv, um die Entwicklungen zu dokumentieren, Erkenntnisse aufzubereiten und Empfehlung für die Senatsverwaltung abzuleiten. Dazu wurden wiederholt Befragungen (Schüler, Lehrer, Projektleitung und Schulleitung) durchgeführt, zum einen in Form von Interviews sowie zum anderen in Form von Fragebogenbefragungen von Schülern aus Versuchs- und Kontrollklassen.
Die Begleitforschung konnte fünf Formen hybrider Lehr-Lernsettings identifizieren:
(1) Begleitete Exkursionen: Schüler einer Lerngruppe lernen an festen Tagen an einem außerschulischen Lernort, bearbeiten dort mehr oder weniger stark vorstrukturierte Fragestellungen. Die Lernbegleitung kann dabei durch eine Lehrkraft vor Ort oder aber auf Distanz digital stattfinden.
(2) Flexible Projekte: Schüler arbeiten flexibel an Projekten, dies kann in Schule, zu Hause oder an außerschulischen Lernorten synchron oder asychron mit hohen Freiheitsgraden hinsichtlich Themenwahl und Arbeitsorganisation geschehen. Die stark individualisierte Projektarbeit wird durch die Lehrkraft meist in festen Präsenzzeiten begleitet.
(3) Virtuelles Klassenzimmer: Schüler arbeiten zu festgelegten Zeitpunkten, angebunden an den Regelunterricht und gesteuert über Lernplattformen und Videokonferenzen außerhalb der Schule, in der Regel zu Hause.
(4) Flexible Lernzeiten: Der Unterricht eines Schultages oder Unterrichtsblocks findet asynchron zu Hause statt. Die Aufgaben sind fachbezogen und vorstrukturiert, bereiten den Regelunterricht vor oder nach bzw. sind projektbezogen.
(5) Variabler Hybridunterricht: Der Unterricht findet flexibel bei Bedarf hybrid außerhalb der Schule statt, teilweise auch nur für einzelne Schüler. Über Videokonferenzen und Aufgaben auf Lernplattformen kann daran teilgenommen werden.
Die schulspezifischen Umsetzungen wurden geclustert untersucht und vor allem hinsichtlich ihrer Wirksamkeit bezüglich der Lernwirksamkeit, der Fähigkeiten zur Selbststeuerung und der Förderung computer- und informationsbezogener Kompetenzen beurteilt. Die Ergebnisse sind jedoch schwer verallgemeinerbar, da sie stark vom Engagement der Schulleitungen und der Projektkoordination abhängen, stark von den Vorerfahrungen und Fähigkeiten der Schüler beeinflusst werden und sich die schulischen Umsetzungen in Art und Umfang stark unterscheiden. Die neuen hybriden Lernformate können – unter den richtigen Bedingungen – positive Effekte haben. Insgesamt ziehen die Beteiligten ein positives Fazit und plädierten für eine Fortführung nach der ersten Phase.

## Fortführung des Schulversuchs
Die teilnehmenden Schulen der ersten Phase des Schulversuchs Hybride Formen des Lehrens und Lernens plädierten für eine Fortführung, vor allem auch, weil Schulentwicklungsvorhaben dieses Ausmaßes nicht innerhalb von drei Schuljahren geplant, durchgeführt und evaluiert werden können. Der Landesschulbeirat Berlin plädierte schon im August 2021 für einen längeren Erprobungszeitraum. Anlässlich des neunten und letzten Netzwerktreffens wurde deutlich, dass es zwei Formen der Fortführung des Schulversuchs geben wird:

### Zweite Phase des SchulversuchsBE.hybrid
Die Senatsverwaltung für Bildung formulierte erst im Laufe des Schuljahres 2024/25 die Bedingungen für eine zweite Phase des Schulversuchs, was eine Verlängerung um weitere drei Jahre bedeutete. Aus der ersten Phasen nehmen hieran 14 Schulen teil. Neu hinzu kommen 12 Schulen. Erneut geht es darum, innovative Ansätze hybriden Lernens zu erproben. Mit der Evaluation ist wieder die Humboldt-Universität beauftragt. Eine externe Prozessbegleitung wird es nicht geben, die Steuerung erfolgt über die Senatsverwaltung.

### Werkstatt offenes digitales Lernbüro
Bereits zum Ende der ersten Phase des Schulversuchs BE.hybrid schlossen sich einige Schulversuchsschulen mit Schulen aus dem Schulverbund Blick über den Zaun (BüZ) in der Werkstatt offenes digitales Lernbüro zusammen. In schulübergreifenden Arbeitsgruppen sollen Materialien für ein selbstgesteuertes, digital unterstütztes Lernen in offenen Lernsettings entwickelt werden. Diese werden als Open Educational Ressources (OER) und Open Educational Practices (OEP) konzipiert. Dabei sollen die Expertisen aus der ersten Phase des Berliner Schulversuchs und aus den BüZ-Schulen einfließen. Mit Förderung durch das Bundesministerium für Bildung und das DIPF Leibniz-Institut für Bildungsforschung erfolgt die Steuerung des auf zwei Jahre angelegten Arbeitsprozesses durch das learninglab Köln.